# Su'a Sulu'ape Paulo II
Su’a Sulu’ape Paulo II (* 1949, Matafa’a, Lefaga, Samoa; † 25. November 1999, Auckland, Neuseeland) war ein tufuga ta tatau (tatau-Meister für samoanische Tätowierungen). Seit den 1970ern lebte er in Neuseeland und galt als Vermittler für samoanische Kultur. Er wurde von seiner Ehefrau, Epifania Sulu’ape mit dem Beil erschlagen, nachdem sie erfahren hatte, dass er sie für seine schwedische Geliebte, Heidi Hay, verlassen wollte.

## Leben
Su’a Sulu’ape Paulo II wurde in Matafa’a bei Lefaga, Samoa geboren.
Sein Vater Sulu’ape Paulo I war ein tufuga ta tatau, so wie seine Brüder Su’a Sulu’ape Petelo, Su’a Sulu’ape Alaiva’a Petelo und Su’a Sulu’ape Lafaele. Die Meister sind lose in einer Art Gilde organisiert als Meister und Lehrling. Auch das Wort „Tattoo“ soll auf das samoanische Wort tatau zurückgehen. In der samoanischen Mythologie wird der Ursprung der Kunst auf die zwei Schwestern Tilafaiga und Taema zurückgeführt, die die Werkzeuge und das Wissen nach Samoa brachten. Die Tattoos (tatau) bei Männern heißen Pe’a und bei Frauen malu.
Paulo erhielt seine Schulbildung im Chanel College, einem katholischen Internat bei Apia. Er begann seine Ausbildung zum Tätowierer 1967 und wanderte dann 1973 nach Auckland, Neuseeland aus. Paulo arbeitete tagsüber und führte abends und an den Wochenenden Tätowierungen durch für die wachsende samoanische Exilgemeinschaft. Zu den prominenten Samoanern, die er tätowierte, gehören der Künstler Fatu Feu’u und der Aktivist und Rechtsanwalt Fuimaono Tuiasau. Außerdem tätowierte er den neuseeländischen Künstler Tony Fomison und knüpfte Verbindungen zu den einheimischen Maori.

### Internationale Aufmerksamkeit
1985 besuchte Paulos Bruder Su’a Sulu’ape Alaiva’a Petelo eine Tattoo Convention in Rom auf Einladung des Amerikanischen Tätowierers Don Ed Hardy. Im Verlauf des nächsten Jahrzehnts folgte Paulo seinem Bruder und fand neue Gelegenheiten seine Arbeit und sein Wissen in Europa bekanntzumachen. Er knüpfte Beziehungen zu Tätowierern in aller Welt und der Familienname wurde auf Tattoo Conventions in Europa zu einem Begriff. Im Amsterdam Tattoo Museum tätowierte er auf Einladung von Henk Schiffmacher und empfing internationale Gäste und Kunden in seinem Heim in Auckland. Sulu’ape und seine Brüder bedienten eine wachsende samoanische Diaspora in Neuseeland, Australien und den Vereinigten Staaten. Er war eine gefeierte und zeitweise kontroverse Persönlichkeit unter den Samoanern, vor allem aufgrund seiner Bemühungen in seiner Arbeit die Kunstform auch außerhalb der samoanischen Gemeinschaft zu verbreiten. Seit seinem plötzlichen Tod 1999 bemüht sich vor allem Su’a Sulu’ape Alaiva’a Petelo, den Einfluss der Familie Sulu’ape in der Pazifik-Region und international weiterzuverbreiten. Er hat Unterstützung durch seine Söhne, die ebenfalls die Tradition fortführen.

## Fotografische Dokumentation
2009 entstand eine Dokumentation von Su’a Sulu’ape Paulos Leben und Tattoo-Werk in dem Bildband Tatau: Samoan Tattoo, New Zealand Art, Global Culture. Das Buch wurde von dem befreundeten Neuseeländer Fotografen Mark Adams mit Bildern aus 30 Jahren gestaltet.

### Mord
Im November 1999 erschlug Paulos Ehefrau Epifania Sulu’ape ihren Mann mit der stumpfen Seite einer Axt, nachdem er ihr eröffnet hatte, dass er sie für seine schwedische Geliebte, Heidi Hay, verlassen wollte. Sulu’apes Gerichtsprozess war ein großes Medienevent in Neuseeland. Sie wurde wegen Totschlags zu 7,5 Jahren Gefängnis verurteilt.